# Hoodia pedicellata
Hoodia pedicellata là một loài thực vật có hoa trong họ La bố ma. Loài này được (Schinz) Plowes mô tả khoa học đầu tiên năm 1992.